# Ian Dalziel
Ian Martin Dalziel (ur. 21 czerwca 1947 w Edynburgu) – brytyjski (szkocki) polityk, menedżer i finansista, poseł do Parlamentu Europejskiego I kadencji.

## Życiorys
Absolwent historii i prawa na St John’s College, stanowiącego część Uniwersytetu w Cambridge. Kształcił się podyplomowo na Université Libre de Bruxelles i w London Business School. Pomiędzy 1970 a 1979 pracował na stanowiskach menedżerskich w przedsiębiorstwach finansowych i inwestycyjnych Mullens & Co i Manufacturers Hanover Ltd.
W 1978 wybrany do rady London Borough of Richmond upon Thames z ramienia Partii Konserwatywnej. W 1979 został posłem Parlamentu Europejskiego, przystąpił do frakcji Europejscy Demokraci. W 1984 nie kandydował ponownie. Kontynuował jednocześnie działalność biznesową, w 1983 został współzałożycielem i dyrektorem wykonawczym banku Adam & Company (przejętego później przez Royal Bank of Scotland). Od 1991 do 2007 mieszkał w Genewie, gdzie pracował w przedsiębiorstwach związanych z koncernem rodziny Schlumberger-Primat. Został także dyrektorem i członkiem rad nadzorczych kilku brytyjskich i amerykańskich firm. W 2019 zdystansował się od torysów, popierając kandydata Szkockiej Partii Narodowej.